# Lucius Clodius Macer

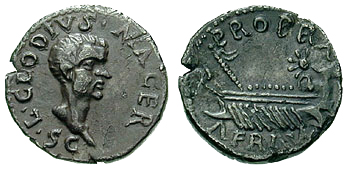
Denarie met afbeelding van Clodius Macer.

Lucius Clodius Macer was de Romeinse gouverneur van de provincie Africa (legatus Augusti propraetore Africae).
In het jaar 68 begon Vindex, gouverneur van Gallia Lugdunensis, een opstand tegen keizer Nero, met steun van Galba, gouverneur van Hispania Tarraconensis. Al snel sloot gouverneur Otho van Hispania Lusitania zich bij de opstandelingen aan.
Door de gebeurtenissen in Europa besloot Lucius Clodius Macer in april 68 ook in opstand tegen de keizer te komen. Hij sloot zich echter niet aan bij Galba en Vindex, omdat hij zelf keizer hoopte te worden. Clodius Macer richtte in Africa een nieuw legioen op: Legio I Macriana liberatrix. Daarnaast kon hij beschikken over Legio III Augusta, dat in zijn provincie gestationeerd was. Clodius Macer veroverde Carthago, een haven die voor de toevoer van graan uit Noord-Afrika van levensbelang is voor Rome. Clodius Macer liet de graantransporten naar Rome stoppen, waardoor het in de hoofdstad onrustig werd.
Op 9 juni pleegde Nero zelfmoord, waarop Galba werd uitgeroepen tot de nieuwe keizer van het Romeinse Rijk. In oktober arriveerde Galba in Rome: hij liet Clodius Macer nog diezelfde maand door Trebonius Garutianus vermoorden. Het legioen van Macer werd kort daarna door Galba ontbonden.